# Kabomba
Kabomba (Cabomba) je rod vodních rostlin, jeden ze dvou náležejících do čeledi kabombovité. Má dělené listy ve tvaru vějíře – odtud lidový název vějířovec. Je velmi oblíben akvaristy jako okrasná a okysličující rostlina do akvárií.
Kabomba karolínská byla v Austrálii prohlášena za plevel národního významu (weed of national significance), protože poté, co se dostala do volné přírody, ucpává vodní cesty na východě země, a má tak významné negativní ekonomické i environmentální dopady.

## Taxonomie

### Druhy
Rod Cabomba Aubl. sestává ze šesti druhů:
- Cabomba aquatica Aubl. – kabomba vodní
- Cabomba caroliniana A. Gray – kabomba karolínská
- Cabomba furcata Schult. & Schult.f. – kabomba brazilská
- Cabomba haynesii John H. Wiersema
- Cabomba palaeformis Fassett
- Cabomba schwartzii Rataj

## Květy a reprodukce

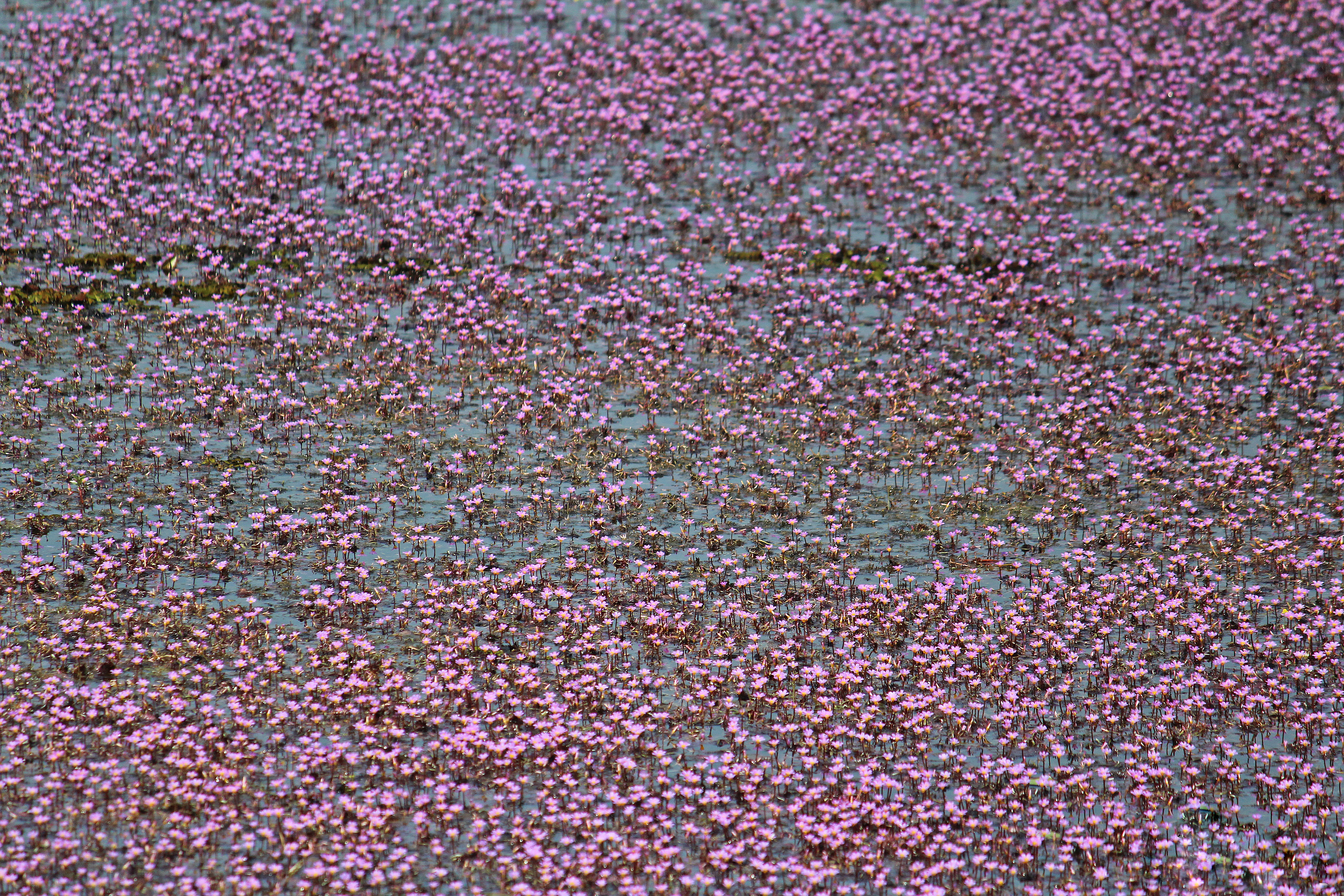
Cabomba furcata

Okvětí kabomby je buď trojčetné nebo dimerní s bílými, oválnými okvětními lístky a měří obvykle asi 2 cm, když je plně vyvinuté. Okvětní lístky mohou mít také purpurové okraje. Květy jsou protogynní, nejprve dozrávají jejich samičí a až později samčí části. Květy rostou tak, aby byly opylovány nad hladinou. Hlavními opylovači jsou mouchy a další malý létající hmyz.

## Akvarijní rostlina
Kabomba se často vysazuje v akváriích jako atraktivní vodní rostlina, která rychle roste (do 25 mm za den). Kabomba karolínská (C. caroliniana) je nejběžnější rostlinnou dekorací akvárií. Naopak kabomba brazilská (C. furcata) je považována za akvarijní rostlinu náročnou na péči.

## Invazní druhy
Využití v obchodu s akvarijními produkty vedlo k tomu, že některé druhy byly zavlečeny do jiných částí světa, např. Austrálie, kde byla kabomba karolínská prohlášena národně významným plevelem. Dostala se tam v roce 1967 a rychle se rozšířila ve vodních cestách. Vytlačila původní rostliny a ohrožuje vodní zdroje, zejména podél východní strany kontinentu. V Austrálii je do vodních toků jako prostředek biologické kontroly tohoto druhu kabomby nasazován Hydrotimetes natans. Jeho larvy se zavrtávají do stonků a vedou k podstatnému poškození hlavního stonku v důsledku nekrózy tkáně.

## Fotogalerie

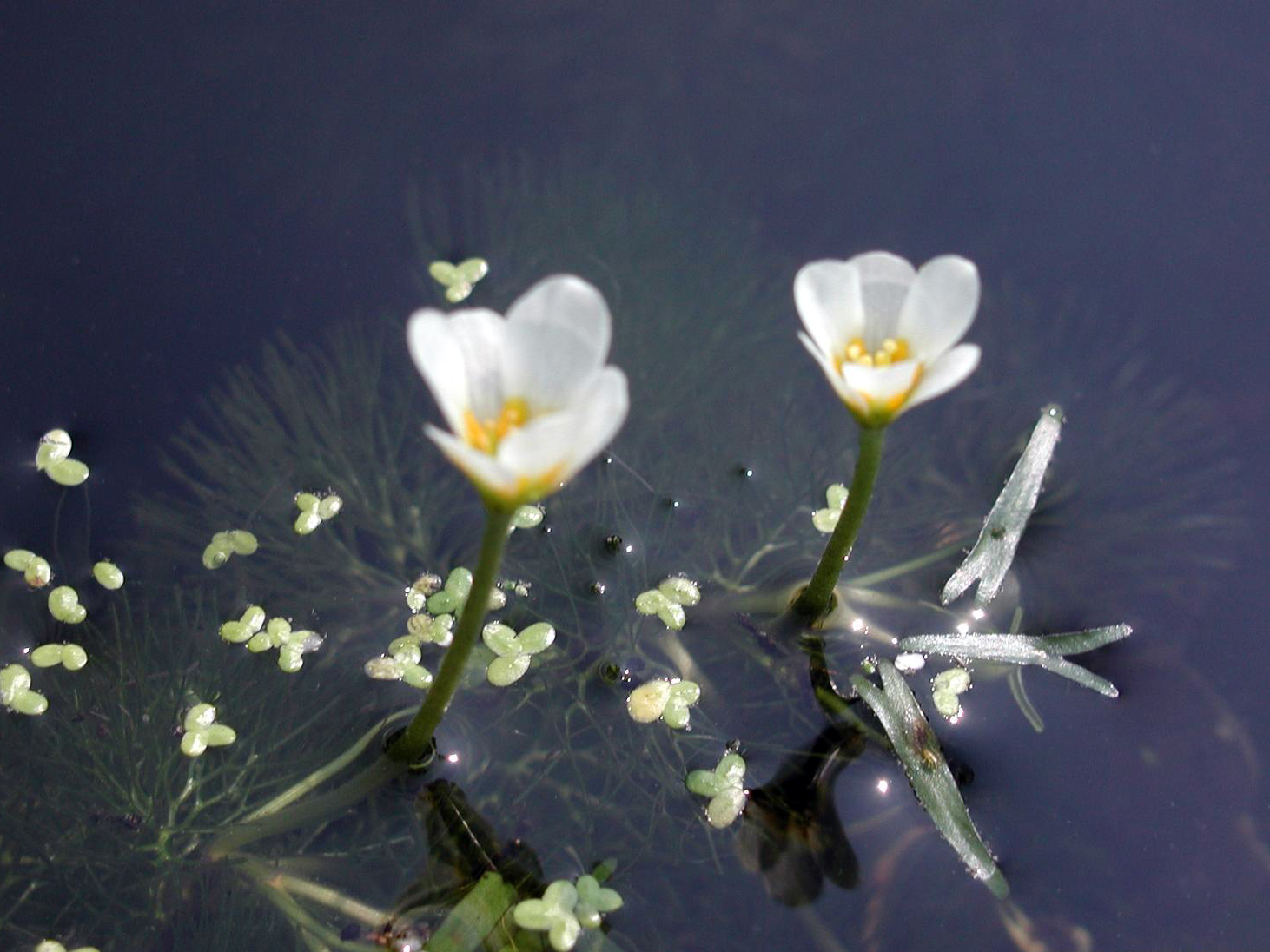
Cabomba caroliniana
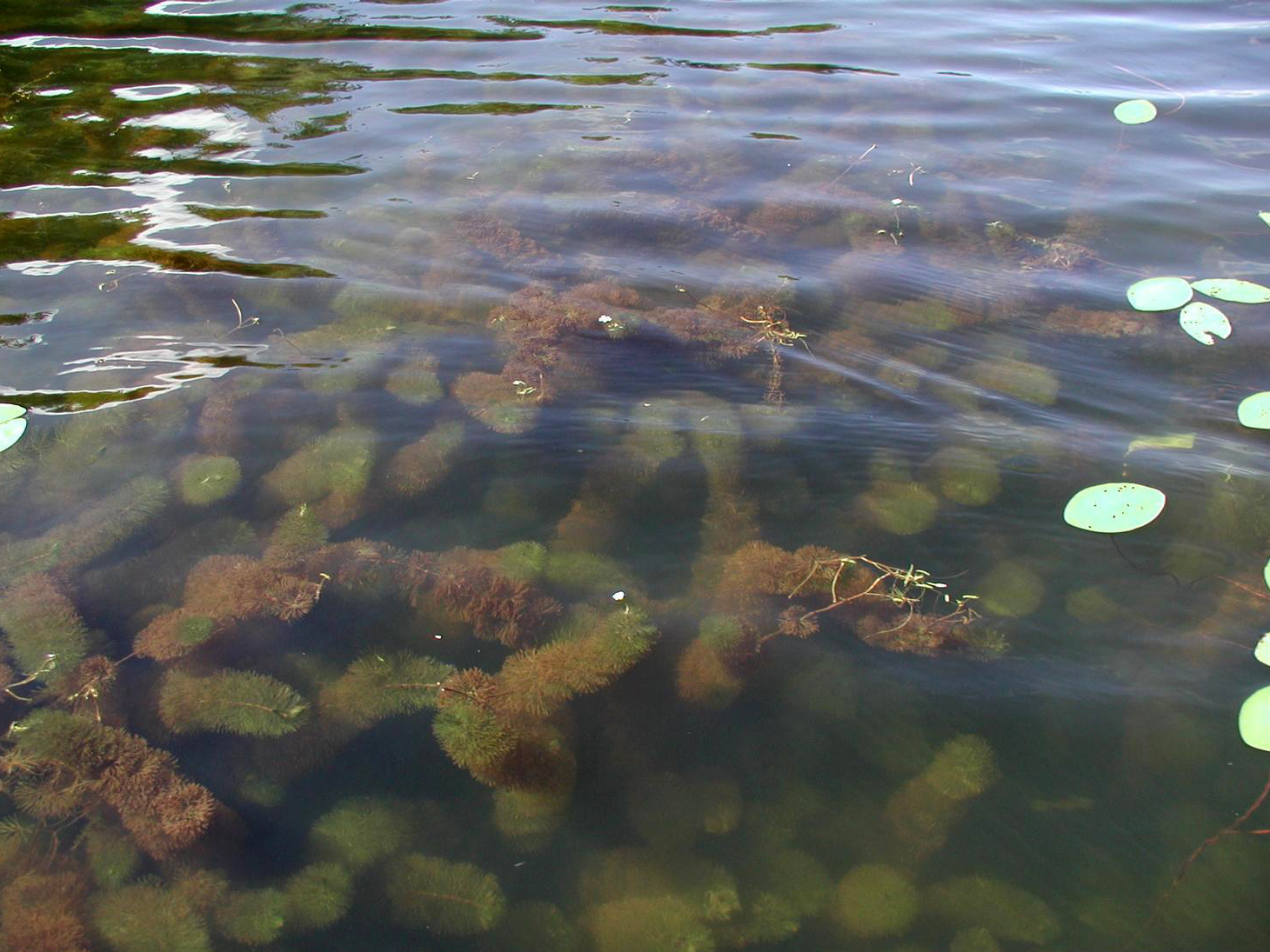
Cabomba caroliniana
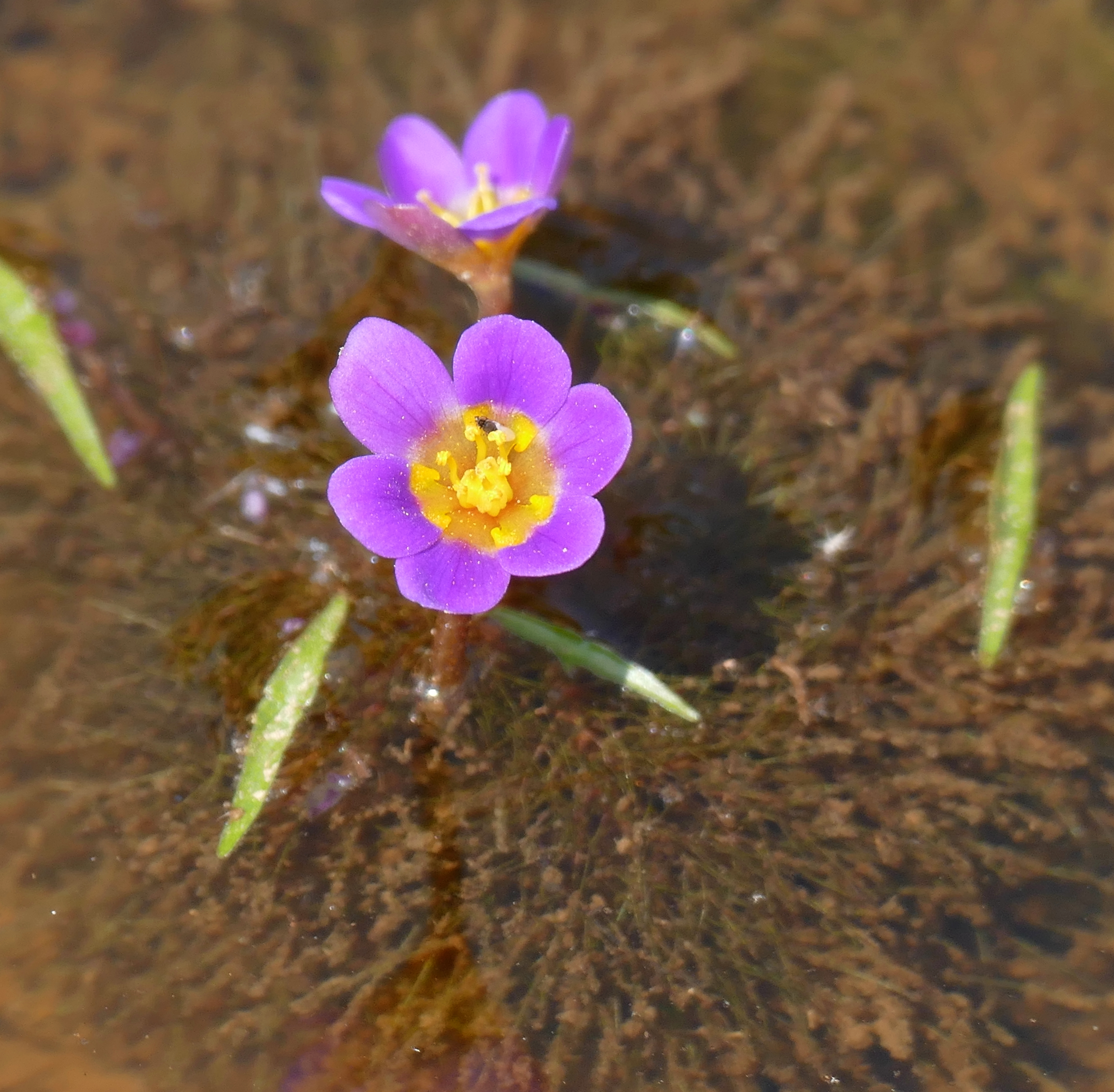
Cabomba furcata
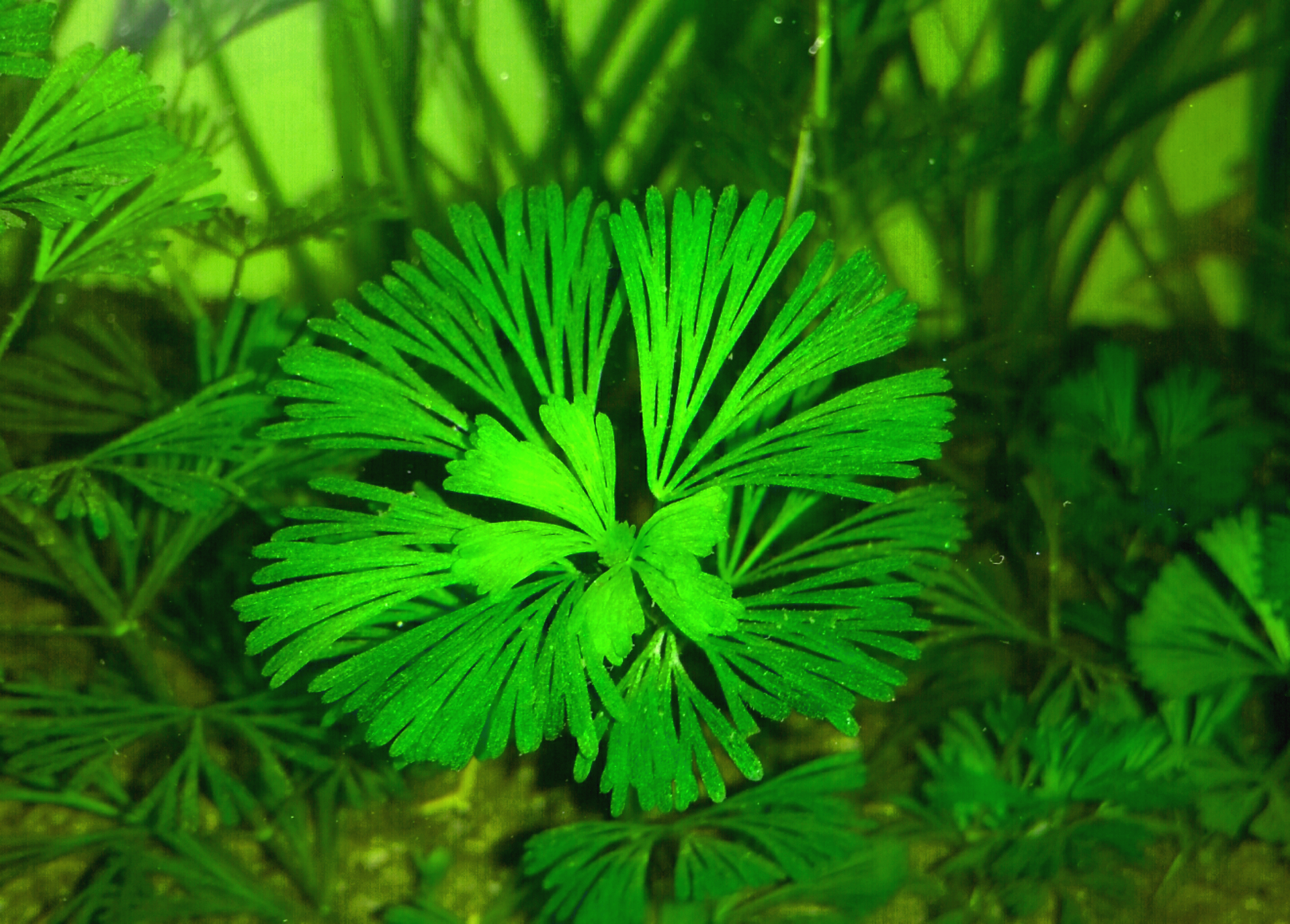
Cabomba aquatica